# Albus Robaus Potter
Albus Robaus Potter je drugi sin Harryja Potterja. Prvič se pojavi v osmi knjigi Harry Potter in otrok prekletstva.
Albus je črnolas fant z zelenimi očmi. Ko je začel hoditi na Bradavičarko, ga je klobuk Izbiruh dal v Spolzgad. Tam je spoznal razlike med njim in očetom Harryjem. V tretjem letniku je nato skupaj s Scorpiusom, njegovim najboljšim prijateljem, skočil z vlaka za Bradavičarko in odšel reševat Cedrica Diggoryja, ki je po njegovem umrl po krivici, ki jo je naredil njegov oče. Spozna Delphy, za katero se kasneje izve da je hči temnega lorda in ga želi obuditi. Na koncu se vse srečno konča in Albusovi ter Scorpiusovi starši rešijo problem, Albus pa spozna, da razlike med njim in očetom sploh niso tako velike.